# Shin Dong-min
Shin Dong-min (koreanisch 신동민; * 22. Februar 2005) ist ein südkoreanischer Shorttracker.

## Werdegang
Shin trat international erstmals bei den Juniorenweltmeisterschaften 2023 in Dresden in Erscheinung. Dort gewann er mit der südkoreanischen Männerstaffel die Goldmedaille über 3000 m sowie die Silbermedaillen über 1000 m und 1500 m. Bei den Juniorenweltmeisterschaften 2024 in Danzig errang er drei weitere Goldmedaillen, erneut mit der Staffel über 3000 m sowie im Einzel über 500 m und 1000 m.
Bei den Ausscheidungsläufen zur südkoreanischen Nationalauswahl für die olympische Saison 2025/2026, die im April 2025 stattfanden, qualifizierte er sich erstmals für das Nationalteam.